# Ziua Copilului

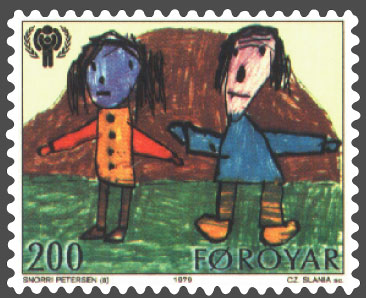
Timbru din Insulele Feroe, 1979

Ziua Copilului (numită și Ziua internațională a copilului) este în multe țări o sărbătoare pentru copii care se sărbătorește la date diferite. În unele țări, este sărbătorită la 20 noiembrie, ziua în care s-a adoptat Declarația Națiunilor Unite pentru Drepturile Copilului. În fosta URSS și în țările care i-au fost state satelit, data este 1 iunie, prima zi de vară în Emisfera Nordică. O parte din restul țărilor adoptă alte date.

## Istoria

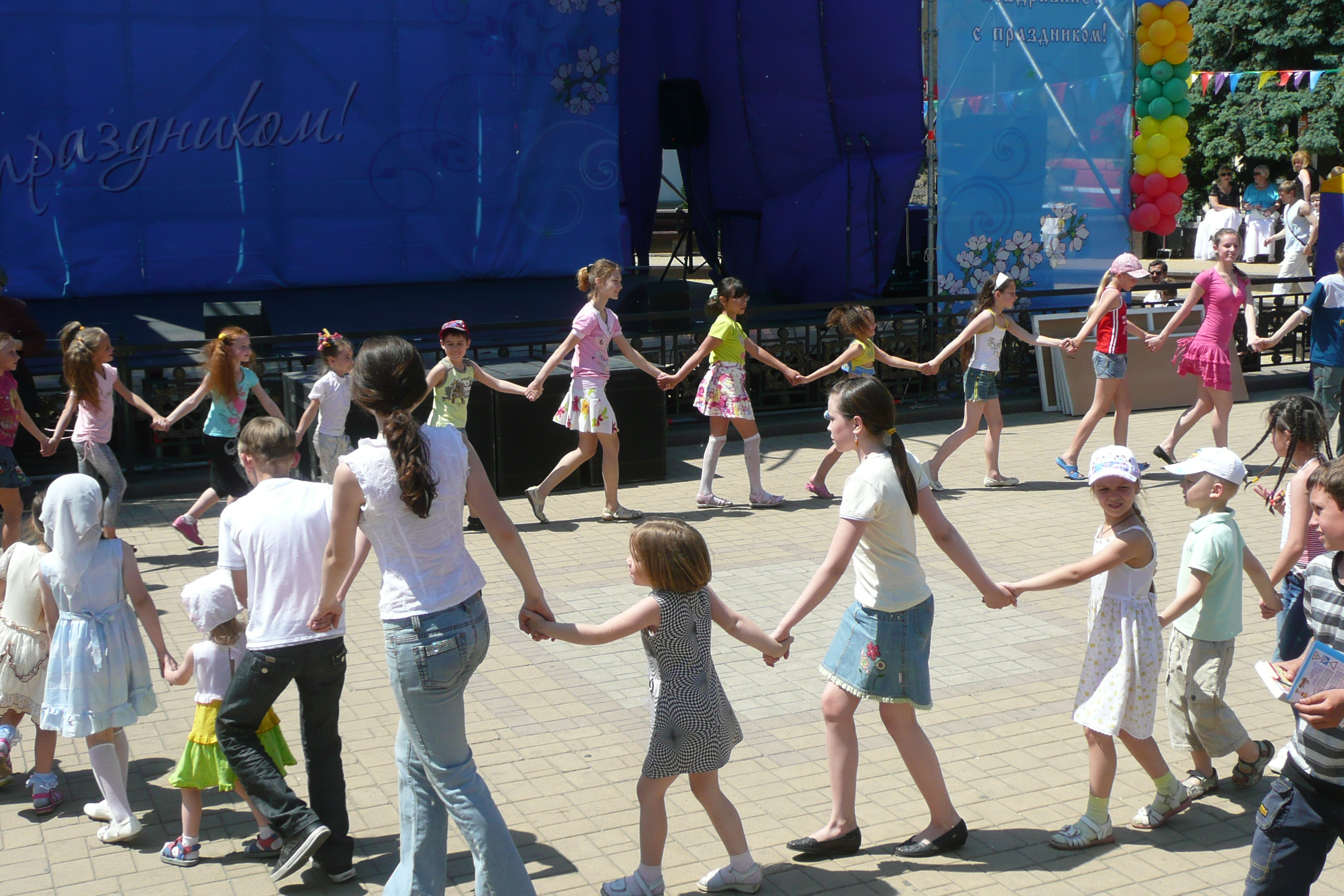
Ziua Copilului în Donețk, Ucraina, 2011

Ziua Copilului a început în a doua duminică a lunii iunie, în 1857, datorită reverendului Dr. Charles Leonard, pastor al Bisericii Universaliste a Răscumpărătorului din Chelsea, Massachusetts: Leonard a organizat un serviciu special dedicat și pentru copii. Leonard a numit această zi Ziua trandafirului, deși a fost mai târziu numită Duminică de flori și apoi Ziua Copilului.
Ziua copilului a fost menționată prima dată la Geneva la Conferința Mondială pentru Protejarea și Bunăstarea Copiilor în august 1925, la care 54 de reprezentanți din diferite țări, au adoptat Declarația pentru Protecția Copilului. După această conferință, multe guverne au introdus „Ziua copilului”. În Turcia Ziua copilului a fost sărbătorită pentru prima dată în data de 23 aprilie 1920.

## Ziua copiilor în lume

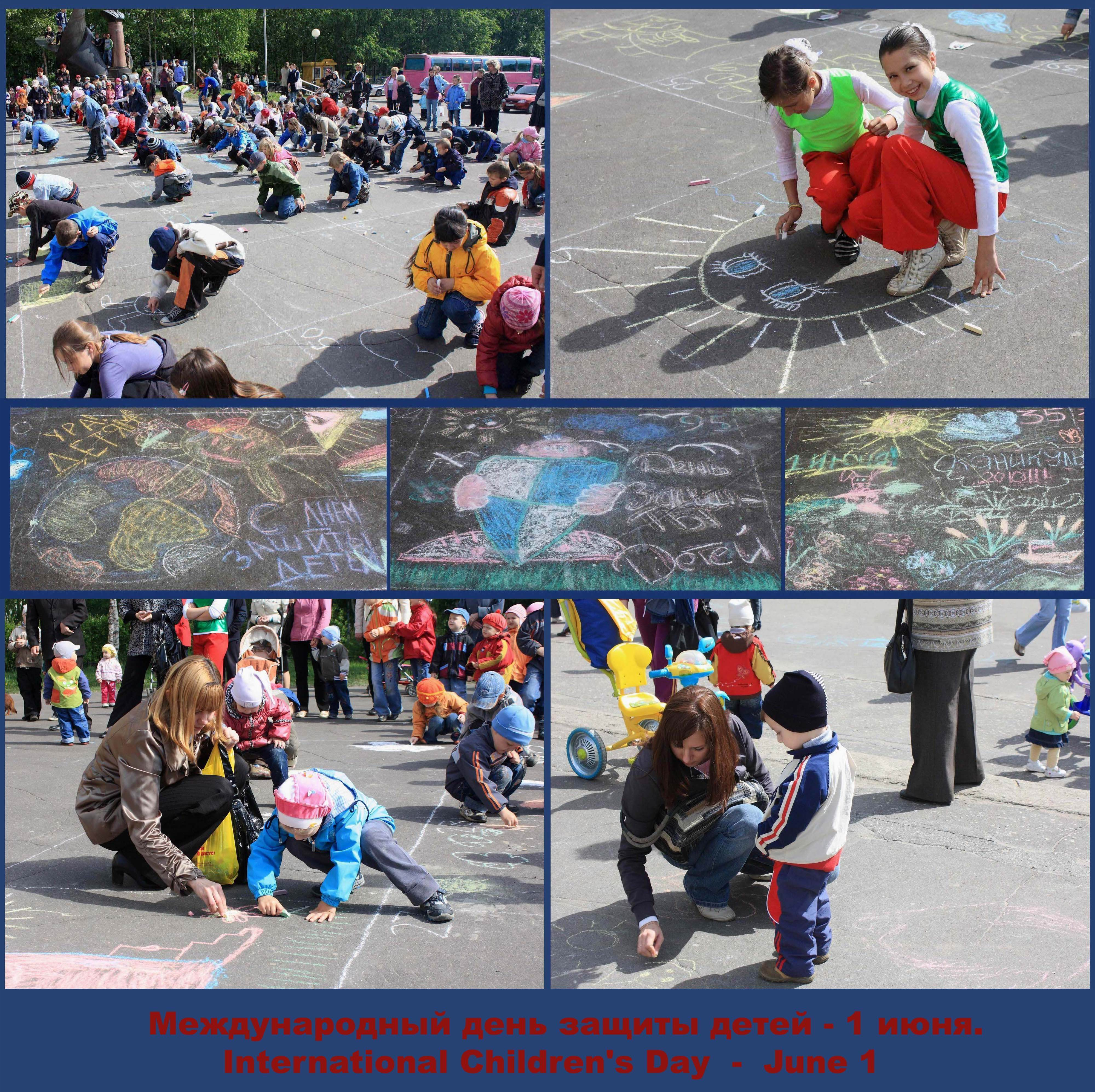
Ziua Copilului sărbătorită în Severodvinsk, Rusia, 2010

Data zilei copilului variază foarte mult între țări. Aproximativ 30 de state au preluat 1 iunie de la China și SUA.
- Argentina sărbătorește a doua duminică din luna august.[7]
- Australia sărbătorește în prima duminică din luna iulie.
- Albania sărbătorește în data de 1 iunie.
- Armenia sărbătorește în data de 1 iunie.
- Austria sărbătorește în data de 20 septembrie.
- Azerbaijan sărbătorește în data de 1 iunie.
- Africa Centrală: În Republica Congo, Republica Democrată Congo, Camerun, Guineea Ecuatorială, Gabon, Ciad și Republica Centrafricană Ziua Copilului se sărbătorește pe 25 decembrie.
- Africa de Sud sărbătorește în prima sâmbătă a lunii noiembrie.
- Bangladeș sărbătorește în data de 17 martie.
- Bolivia sărbătorește în data de 12 aprilie.
- Bosnia și Herțegovina sărbătorește în data de 1 iunie.
- Brazilia sărbătorește în data de 12 octombrie.
- Bulgaria sărbătorește în data de 1 iunie.
- Columbia sărbătorește în ultima sâmbătă a lunii aprilie.
- Chile sărbătorește în prima zi de miercuri din luna octombrie.
- Cuba sărbătorește în a treia duminică din luna iulie.
- Cambodia sărbătorește în data de 1 iunie.
- Canada sărbătorește în data de 20 noiembrie.
- Costa Rica sărbătorește în data de 9 septembrie.
- Croația sărbătorește în data de 11 noiembrie.
- Cuba sărbătorește în a treia duminică din luna iulie.
- Cehia sărbătorește în data de 1 iunie.
- Coreea de Nord sărbătorește în data de 1 iunie.
- Coreea de Sud sărbătorește în data de 5 mai.
- Ecuador sărbătorește în data de 1 iunie.
- Elveția sărbătorește în data de 20 noiembrie.
- Egipt sărbătorește în data de 20 noiembrie.
- Eritreea sărbătorește în data de 8 decembrie.
- Filipine sărbătorește în data de 20 noiembrie.
- Finlanda sărbătorește în data de 20 noiembrie.
- Germania de la reunificarea Germaniei se sărbătorește în data de 1 iunie din timpul DDR-ului și 20 septembrie sărbătoarea Republicii Federale Germania.
- Grecia sărbătorește în data de 20 noiembrie.
- Guatemala sărbătorește în data de 1 octombrie.
- Honduras sărbătorește în data de 10 septembrie.
- Haiti sărbătorește în data de 12 iunie.
- Hong Kong sărbătorește în data de 4 aprilie.
- Indonezia sărbătorește în data de 23 iulie.
- India sărbătorește în data de 14 noiembrie.
- Irlanda sărbătorește în data de 20 noiembrie.
- Japonia sărbătorește în data de 5 mai.
- Kazahstan sărbătorește în data de 1 iunie.
- Laos sărbătorește în data de 1 iunie.
- Maldive sărbătorește în data de 10 mai.
- Marea Britanie sărbătorește în a doua duminică a lunii mai.
- Malaezia sărbătorește în mod tradițional pe 1 octombrie. În zilele noastre este sărbătorită și pe 20 noiembrie.
- Mongolia sărbătorește în data de 1 iunie.
- Mozambic sărbătorește în data de 1 iunie.
- Mexic sărbătorește în data de 30 aprilie.
- Norvegia sărbătorește în data de 17 mai.
- Nigeria sărbătorește în data de 27 mai.
- Noua Zeelandă sărbătorește în prima duminică din luna martie.
- Nicaragua sărbătorește în data de 1 iunie.
- Polonia sărbătorește în data de 1 iunie.
- Pakistan sărbătorește în data de 1 iulie.
- Palestina sărbătorește în data de 5 aprilie.
- Panama sărbătorește în a treia duminică a lunii iulie.
- Paraguay sărbătorește în data de 16 august.
- Peru sărbătorește în a doua duminică a lunii aprilie.
- Republica Moldova sărbătorește în data de 1 iunie.
- România sărbătorește în data de 1 iunie.
- Rusia sărbătorește în data de 1 iunie.
- Serbia sărbătorește în data de 20 noiembrie.
- Slovacia sărbătorește în data de 1 iunie.
- Suedia sărbătorește în prima zi de luni a lunii octombrie.
- Spania sărbătorește în a doua duminică a lunii mai.
- Sri Lanka sărbătorește în data de 1 octombrie.
- Sudan sărbătorește în data de 23 decembrie.
- Statele Unite ale Americii sărbătorește în a doua duminică a lunii iunie.
- Surinam sărbătorește în data de 5 decembrie.
- Singapore sărbătorește în prima zi de vineri a lunii octombrie.
- Sudanul de Sud sărbătorește în data de 23 decembrie.
- Thailanda sărbătorește în a doua sâmbătă a lunii ianuarie.
- Trinidad și Tobago sărbătorește în data de 20 noiembrie.
- Tunisia sărbătorește în data de 11 ianuarie.
- Turcia sărbătorește în data de 23 aprilie.
- Tuvalu sărbătorește în prima zi de luni a lunii august.
- Uruguay sărbătorește în a doua duminică a lunii august.
- Ungaria sărbătorește în ultima duminică a lunii mai.
- Ucraina sărbătorește în data de 1 iunie.
- Venezuela sărbătorește în a treia duminică a lunii iulie.
- Vanuatu sărbătorește în data de 24 iulie.
- Vietnam sărbătorește în data de 1 iunie.

## Alte sărbători conexe
- Ziua Bărbatului
- Ziua Bătrânilor
- Ziua Familiei
- Ziua Femeii
- Ziua Mamei
- Ziua Tatălui